# هیلدگارد کرکل
هیلدگارد کرکل (انگلیسی: Hildegard Krekel؛ ۲ ژوئن ۱۹۵۲ – ۲۶ مه ۲۰۱۳) هنرپیشه و صدا پیشه اهل آلمان بود. از فیلم‌هایی که وی در آن نقش داشته‌است، می‌توان به دروغ بزرگ اشاره کرد.